# Quamtana merwei
Quamtana merwei is een spinnensoort uit de familie trilspinnen (Pholcidae). De soort komt voor in Zuid-Afrika en is de typesoort van het geslacht Quamtana.